# Exocelina boulevardi
Exocelina boulevardi är en skalbaggsart som först beskrevs av Watts 1978.  Exocelina boulevardi ingår i släktet Exocelina och familjen dykare. Inga underarter finns listade i Catalogue of Life.